# Сосновый (Кировская область)
 Сосновый  — поселок в Кировской области. Входит в состав муниципального образования «Город Киров»

## География
Расположен посёлок на расстоянии примерно 12 км по прямой на запад-северо-запад от железнодорожного вокзала Киров-Котласский.

## История
Известен с 1926 года как совхоз Вятского Пединститута (на бывшей даче Клабукова) с 4 хозяйствами и 4 жителями. В 1950 году (совхоз «Бахта»), 67 хозяйств и 193 жителя, в 1989 в посёлке 377 жителей. Настоящее название утвердилось с 1978 года. Административно подчиняется Октябрьскому району города Киров.

## Население
Постоянное население составляло 423 человека (русские 96%) в 2002 году, 380 в 2010.